# Américo Amorim
Américo Ferreira de Amorim (Mozelos, Santa Maria da Feira, 21 de julio de 1934-Oporto, 13 de julio de 2017) fue un empresario portugués. Según la revista Forbes, era la persona más rica de Portugal en los primeros años del siglo XXI.
Su fortuna era de origen de una empresa familiar de corcho, llamada Corticeira Amorim, que es actualmente la mayor productora de corcho a nivel mundial. Además, fundó el Banco Comercial Portugués.

## Vida privada
Américo fue el tercer hijo de los cuatro que tuvo Américo Alves Amorim. Estuvo casado con María Fernanda Amorim, la única portuguesa en la lista de los más ricos de Forbes.

## Empresas
| Sector  | Empresa           | Participación |
| ------- | ----------------- | ------------- |
| Corcho  | Corticeira Amorim | 50%           |
| Holding | Grupo Amorim      |               |

## Inversiones
Sus inversiones se centraron en la energía y las finanzas.
| Sector     | Empresa             | Participación |
| ---------- | ------------------- | ------------- |
| Energía    | Galp Energía        | 18,34%        |
| Financiero | Banco Popular       | 6,76%         |
| Financiero | Banco BIC Português | 25%           |